# 13608 Andosatoru
13608 Andosatoru (tên chỉ định: 1994 TQ1) là một tiểu hành tinh vành đai chính. Nó được phát hiện bởi Kin Endate và Kazuro Watanabe tại Đài thiên văn Kitami ở Hokkaidō, Nhật Bản, ngày 2 tháng 10 năm 1994. Nó được đặt theo tên Satoru Ando, một người đam mê thiên văn học ở Chiba Prefecture, Nhật Bản.